# William Youn
William Youn (1982, Seoul) is een Koreaanse pianist.

## Biografie
Youn (echte naam Hong-Chun Youn) begon piano te spelen toen hij zes jaar oud was. Op z'n elfde maakte hij z'n debuut met het Seoul Philharmonic Orchestra. Toen hij dertien was, werd hij toegelaten op de preparatory school van het conservatorium van New England én op de Walnut Hill School in Boston. Toen hij achttien werd in 2000 ging hij in Hannover studeren, bij Karl-Heinz Kämmerling en later bij Bernd Goetzke. In 2006, na het behalen van z'n masterdiploma, kreeg hij een studiebeurs van de International Piano Academy Lake Como, waar men jaarlijks zeven pianisten kiest uit meer dan duizend aanvragen. Hij studeerde daar af in 2009 en werkte met muzikanten zoals William Grant Naboré, Dmitri Bashkirov, Fou Ts’ong, Andreas Staier, Charles Rosen en Menahem Pressler. Hij volgde ook masterclasses bij András Schiff, Christoph Eschenbach en Yo-Yo Ma.
Youn speelde geregeld als solist bij ensembles zoals het Cleveland Orchestra, Staatskapelle Halle, Südwestdeutsche Philharmonie Konstanz, Belgian National Orchestra, Toronto Philharmonic Orchestra, Münchner Philharmoniker, Deutsches Symphonie-Orchester Berlin, Münchener Kammerorchester, Mariinsky Theatre Orchestra en het Seoul Philharmonic Orchestra. Hij speelde in zalen zoals het Lincoln Center in New York, de Walt Disney Concert Hall in Los Angeles, Wiener Musikverein, Palacio de Bellas Artes in Mexico City, Palau de la Música in Barcelona en het Auditorio Nacional de Música in Madrid.
Als kamermuzikant speelde hij met Nils Mönkemeyer, Sabine Meyer, Julian Steckel, Carolin Widmann, Veronika Eberle, Johannes Moser en het Signum Quartett.
Youn nam verschillende cd's op voor Sony BMG Music Entertainment Korea Inc., waaronder Robert Schumann’s Piano Concerto, met het Prague Radio Symphony Orchestra. Bij het Duitse label Ars Produktion verscheen de cd 2010 – Chopin, Schumann, Wolf. Vanaf 2013 werkte hij voornamelijk met het label Oehms Classics. Sinds 2018 werkt hij exclusief voor Sony Classical.
Youn vestigde zich in München. Hij verschijnt regelmatig op de Duitse radio en televisie, vaak in duet met altviolist Nils Mönkemeyer. Dit duo speelde in januari 2017 werk van Brahms en Schumann in deSingel in Antwerpen. Twee jaar later kwam het duo terug naar Antwerpen, samen met violiste Alina Ibragimova en cellist Christian Poltéra. In hetzelfde jaar speelde Youn een solorecital in de Handelsbeurs in Gent.

## Onderscheidingen
- In 2007 was Youn laureaat op de Koningin Elisabethwedstrijd.[14]
- Derde Prijs op de Cleveland International Competition 2009.[15]
- 2010 – Chopin, Schumann, Wolf was cd van de maand bij Pizzicato magazine.
- In 2011 kreeg hij de Bayerischen Kunstförderpreis, voor zijn verdiensten in de kunsten.[16]
- Pizzicato Supersonic Award voor zijn cd's met werk van Mozart voor het Oehms Classics abel, in 2013 en 2015.
- Mozart with Friends met Sabine Meyer, Julia Fischer en Nils Mönkemeyer won de prijs voor 'Chamber Music Recording' op ECHO Klassik awards 2017.[17]